# Aulotu
Aulotu – miejscowość w Tuvalu, położona na atolu Nukufetau, na wyspie Savave.
Osada ma powierzchnię 0,15 km². W 2001 roku zamieszkiwały ją 333 osoby, a w 2012 roku – 331.